# Taku Akahoshi
Taku Akahoshi (jap. 赤星 拓 Akahoshi Taku; ur. 21 kwietnia 1984) – japoński piłkarz występujący na pozycji bramkarza. Obecnie występuje w Sagan Tosu.

## Kariera klubowa
Od 2007 roku występował w klubie Sagan Tosu.